# Andeomezentia
Andeomezentia är ett släkte av insekter. Andeomezentia ingår i familjen Romaleidae.
Kladogram enligt Catalogue of Life:
| Andeomezentia | \| \| Andeomezentia napoana \| \| \| \| \| \| Andeomezentia visenda \| \| \| \| |
|               | \| \| Andeomezentia napoana \| \| \| \| \| \| Andeomezentia visenda \| \| \| \| |
|               | Andeomezentia napoana                                                           |
|               |                                                                                 |
|               | Andeomezentia visenda                                                           |
|               |                                                                                 |